# 가밀 라티브
가밀 라티브(Gamil Ratib, 1926년 11월 28일 ~ 2018년 9월 19일)는 이집트의 영화배우, 연극 배우, 텔레비전 배우이다.
알렉산드리아에서 태어났으며 카이로에서 사망하였다. 사인은 노화이다.

## 영화
- 터키형님 (2010년)
- 썸머 인 라 굴레트 (1996년)
- 바닥으로 올라가기 (1985년)
- OSS 117 (1964년)
- 아라비아의 로렌스 (1962년)
- OSS 117은 죽지 않았다 (1956년)
- 트래피즈 (1956년)